# Emboscada de Warrenpoint
La emboscada de Warrenpoint o emboscada de Narrow Water, (también llamada masacre de Warrenpoint o masacre de Narrow Water) fue un ataque perpetrado por la Brigada de South Armagh del Ejército Republicano Irlandés Provisional (IRA), el 27 de agosto de 1979. El IRA emboscó un convoy del Ejército británico colocando dos artefactos explosivos de alto poder frente al castillo de Narrow Water, cerca de Warrenpoint, en Irlanda del Norte. El resultado fue la muerte de 18 soldados y seis más heridos de gravedad, la mayor pérdida de vidas sufrida por las fuerzas de seguridad británicas en el conflicto de Irlanda del Norte en un incidente hostil. Según el periodista Toby Harnden, el cerebro de la operación fue el jefe de la Brigada de South Armagh, Thomas Murphy.

## Primera explosión
A las 16:40, un Land Rover y dos camiones de cuatro toneladas se trasladaban por la ruta A2 a la altura del Castillo de Narrow Water, cuando una bomba de 227 kg fue detonada por control remoto desde el otro lado del canal que separa Irlanda del Norte de la República de Irlanda. El artefacto explosivo estaba preparado con ANFO y oculto en un camión cargado de heno cerca del castillo. La explosión impactó de lleno al último camión del convoy, provocando su vuelco y matando instantáneamente a seis miembros del Segundo Batallón del Regimiento de Paracaidistas, cuyos cuerpos quedaron esparcidos por la carretera. Sólo hubo dos sobrevivientes entre los soldados que viajaban en el camión, y ambos recibieron heridas graves. Anthony Wood (19), conductor del camión, fue una de las víctimas mortales. Todo lo que quedaba del cuerpo de Wood fue su pelvis, que quedó soldada al asiento por el intenso calor generado en la explosión. 
Inmediatamente después de la explosión, los soldados tuvieron la impresión de que estaban recibiendo disparos a través del canal desde el otro lado de la frontera, a una distancia de 57 metros. Los efectivos comenzaron a disparar en esa dirección. Un civil no involucrado en el hecho, William  Hudson (un turista inglés que casualmente era hijo de un cochero del Palacio de Buckingham), murió por los disparos de los soldados, que también hirieron a su primo Barry Hudson. Habían estado observando aves en una isla frente al castillo. Sin embargo, según los investigadores de la Gendarmería Real del Úlster (RUC), los soldados pudieron confundir el sonido de la munición que estallaba dentro del camión en llamas con fuego enemigo desde el otro lado de la frontera.
Dos miembros del IRA provisional, Brendan Burns y Joe Brennan, fueron detenidos por la Garda Síochána (Guarda Cívica Irlandesa), como sospechosos de estar detrás de la emboscada. Se encontraron rastros de pólvora, tanto en las manos de ambos como en la motocicleta en la que viajaban.
Al escuchar la primera explosión, un infante de marina real alertó por radio a la unidad del Ejército y enviaron  por carretera refuerzos de otras unidades del Regimiento de Paracaidistas. Una unidad de reacción rápida, compuesta por personal médico y el teniente coronel David Blair (el oficial al mando del regimiento Queen's own Highlanders), junto con su señalador Victor MacLeod, fueron enviados en un helicóptero Gazelle, y otro helicóptero Wessex aterrizó también para recoger a los heridos. El Coronel Blair asumió el mando de la operación una vez en el sitio.

## Segunda explosión
A las 17:12, treinta y dos minutos después de la primera explosión, un segundo artefacto escondido en latas de leche explotó frente a la casa de campo ubicada en el lado opuesto de la carretera, destruyéndola y enviando trozos de granito por el aire. El IRA había estado estudiando cómo se comportaba el ejército después de un ataque y sabía que los soldados establecerían un puesto de mando de incidentes en la caseta de vigilancia cercana.
La segunda explosión, causada por una bomba de fertilizantes de 363 kg, mató a 12 soldados; 10 del Regimiento de Paracaidistas y dos del Queen's own Highlanders. Mike Jackson, entonces mayor del Regimiento de paracaidistas, estaba en el lugar poco después de la segunda explosión y más tarde describió haber visto partes de cuerpos esparcidas por la carretera, en el agua y colgando de los árboles. El cuerpo del Coronel Blair fue literalmente evaporado por la explosión, lo único que se halló de él fueron sus charreteras.  Las charreteras fueron tomado de la escena por el brigadier David Thorne, quien las expuso en una sesión informativa sobre seguridad con la primera ministra Margaret Thatcher para ilustrar el «factor humano» del ataque.
El fotógrafo Peter Molloy, quien de inmediato llegó al lugar a raíz de la primera explosión, estuvo a punto de recibir un disparo de un paracaidista enojado que lo vio tomando fotografías de los muertos y los moribundos en lugar de ofrecer ayuda a los heridos. El soldado apuntó su arma a Molloy, pero fue derribado por sus compañeros y llevado lejos. Molloy fue insultado y se le dio la orden de abandonar la zona.

## Consecuencias
Los dos hombres detenidos tras el atentado, Brendan Burns y Joe Brennan, fueron puestos más tarde en libertad bajo fianza por falta de pruebas.
La emboscada ocurrió el mismo día en que Lord Louis Mountbatten, primo de la reina Isabel II y tío del príncipe Felipe, duque de Edimburgo, fue asesinado por una unidad del IRA cerca de Sligo (Irlanda), junto con otras tres personas, cuando el barco de pesca en el que viajaba fue destruido por una bomba.
Inmediatamente después del atentado contra Mountbatten y el ataque en Warrenpoint, la organización extremista protestante Fuerza de Voluntarios del Úlster (UVF) tomó represalias matando a balazos a un residente católico de 43 años, John Patrick Hardy, en su domicilio de New Lodge en Belfast. Hardy fue asesinado por la Brigada de Belfast del UVF, la cual creía erróneamente que era un miembro del IRA Provisional.
Según Toby Harnden, la muerte de los soldados  «abrió una brecha» entre el Ejército Británico y el RUC. El comandante general de Irlanda del Norte, teniente general Sir Tim Creasey, sugirió a Margaret Thatcher que el internamiento de sospechosos de terrorismo debía ser considerado y que el enlace con la Policía de la República de Irlanda se debía dejar en manos de los militares. Sir Kenneth Newman, jefe de policía del RUC, afirmó en cambio, que la práctica del Ejército, ya en vigor desde 1975, de reabastecer sus guarniciones en el sur de Armagh por helicóptero le dio demasiada libertad de movimiento al IRA. Uno de los resultados tangibles en cuanto a seguridad fue el nombramiento de Sir Maurice Oldfield en el nuevo puesto de coordinador de inteligencia de seguridad en Irlanda del Norte. Su función consistía en coordinar la inteligencia a través de las fuerzas de seguridad y la RUC. El otro fue la expansión de la RUC en 1000 miembros. El autor Tim Pat Coogan afirma que, en última instancia, la muerte de 18 soldados en el ataque apresuraron el paso a la denominada «ulsterización».
El teniente coronel Blair es recordado en un memorial en la Radley School.
Brendan Burns murió en 1988 cuando una bomba que transportaba explotó antes de tiempo.